# Ludovico Gazzoli
Ludovico Gazzoli (ur. 18 marca 1774 w Terni, zm. 12 lutego 1858 w Rzymie) – włoski kardynał.

## Życiorys
Studia odbył w seminarium we Frascati, a następnie studiował w Perugii, gdzie uzyskał doktorat utroque iure. Po przyjęciu święceń kapłańskich został referendarzem Najwyższego Trybunału Sygnatury Apostolskiej, a następnie gubernatorem Fabriano, Spoleto i Rieti. 30 września 1831 został kreowany kardynałem in pectore. Jego promocja na kardynała diakona Sant'Eustachio została ogłoszona 2 lipca 1832. Od kwietnia 1833 do stycznia 1834 pełnił funkcję kamerlinga Kolegium Kardynałów. W 1843 roku został prefektem Kongregacji Dobrego Rządu.